# RETScreen
Il software di gestione dell'energia pulita RETScreen (generalmente abbreviato in RETScreen) è un pacchetto software sviluppato dal Governo del Canada, e presentato alla Clean Energy Ministerial, conferenza tenuta a S.Francisco nel 2016.
RETScreen Expert, è la versione corrente del software ed è stata rilasciata al pubblico il 19 settembre 2016. Il software consente l'identificazione completa, la valutazione e l'ottimizzazione della fattibilità tecnica e finanziaria dei potenziali progetti di energia rinnovabile e di efficienza energetica; così come la misurazione e la verifica delle prestazioni effettive delle strutture e l'identificazione dei risparmi energetici / opportunità di produzione. La modalità "Viewer" in RETScreen Expert è gratuita e consente di accedere a tutte le funzionalità del software. A differenza delle versioni precedenti di RETScreen, tuttavia, una nuova "Modalità professionale" (che consente agli utenti di salvare, stampare, ecc.) è ora disponibile con sottoscrizione annuale.
RETScreen Suite, che comprende RETScreen 4 e RETScreen Plus, è la versione precedente del software RETScreen. RETScreen Suite include funzionalità di analisi della cogenerazione e off-grid.
A differenza di RETScreen Suite, RETScreen Expert è una piattaforma software integrata; utilizza archetipi dettagliati e completi per la valutazione dei progetti; e include la capacità di analisi del portafoglio. RETScreen Expert integra una serie di database per aiutare l'utente, incluso un database globale di condizioni climatiche ottenute da 6.700 stazioni terrestri e dati satellitari della NASA; database di riferimento; database dei costi; database di progetto; database idrologico e database prodotti. Il software contiene materiale di formazione integrato, incluso un libro di testo elettronico.

## Storia
La prima versione di RETScreen venne pubblicata il 30 aprile 1998. RETScreen Version 4 è stato lanciato l'11 dicembre 2007 a Bali, in Indonesia dal Ministro dell'ambiente del Canada. RETScreen Plus è stato pubblicato nel 2011 e la versione attuale, RETScreen Suite (che include RETScreen 4, RETScreen Plus e numerosi aggiornamenti aggiuntivi), è stata pubblicata nel 2012. Il rilascio iniziale di RETScreen Expert è stato pubblicato il 19 settembre 2016.

## Requisiti di sistema
Il software richiede l'utilizzo di Microsoft® Windows 7 SP1, Windows 8.1, Windows 10 e Microsoft® .NET Framework 4.7 o superiore. È possibile utilizzare il programma con computer Apple Macintosh utilizzando Parallels o VirtualBox per Mac.

## Partner
RETScreen è gestito sotto la guida e grazie al continuo supporto finanziario del centro di ricerca CanmetENERGY del Natural Resources Canada, un dipartimento del Governo del Canada. Il team principale collabora con molti altri governi e organizzazioni multilaterali, con il supporto tecnico di una vasta rete di esperti del settore, del governo e accademici. I partner principali includono il Langley Research Center della NASA, la Partnership per le Energie Rinnovabili e l'Efficienza Energetica (REEEP), l'azienda Independent Electricity System Operator (IESO) dell'Ontario, l'Unità Energia della Divisione Tecnologia, Industria ed Economia dell'UNEP, l'Ente Globale per l'Ambiente (GEF), il Prototype Carbon Fund della Banca Mondiale, e l'iniziativa per l'Energia Sostenibile dell'Università di York.

## Esempi di utilizzo
A febbraio 2018, il software RETScreen contava più di 575.000 utenti in tutti i Paesi e territori.
Uno studio indipendente di impatto commissionato nel 2004 ha stimato che, entro il 2013, l'utilizzo del software RETScreen ha permesso, in tutto il mondo, di ottenere risparmi nelle transazioni tra gli utenti per oltre 8 miliardi di dollari, riduzioni delle emissioni di gas serra per oltre 20 Mt all'anno e ha consentito l'installazione di una capacità di energia pulita pari almeno a 24 GW.
RETScreen è ampiamente utilizzato per agevolare e implementare progetti a energia pulita. Per esempio, RETScreen è stato utilizzato:
- per ammodernare l'Empire State Building con misure di efficienza energetica[22]
- negli impianti di produzione di 3M Canada[23]
- ampiamente dall'industria eolica irlandese per analizzare nuovi progetti potenziali[24]
- per monitorare le prestazioni di centinaia di scuole in Ontario[25]
- dal programma di cogenerazione (ottimizzazione bioenergetica) di Manitoba Hydro per monitorare le applicazioni del progetto[26][27]
- per migliorare la gestione dell’energia nei campus di licei e università[28]
- in una valutazione pluriennale delle prestazioni fotovoltaiche a Toronto, Canada[29][30]
- per analizzare il riscaldamento solare dell'aria nelle installazioni della U.S. Air Force[31]
- per identificare opportunità di ammodernamento per il miglioramento dell'efficienza energetica in vari Comuni dell'Ontario.[32][33]

Sulla pagina LinkedIn di RETScreen è disponibile un'ampia raccolta di articoli che descrivono nel dettaglio l'utilizzo software in contesti differenti.
RETScreen è anche utilizzato come strumento didattico e di ricerca da oltre 1100 università e istituti di formazione superiore in tutto il mondo e viene spesso citato nella letteratura accademica. Esempi di utilizzo di RETScreen in ambito accademico sono riportati nelle sezioni "Publications and Reports" (Pubblicazioni e rapporti) e "University and College Courses" (Corsi universitari e superiori) del RETScreen Clean Energy Bulletin.
L'utilizzo di RETScreen è richiesto o raccomandato a tutti i livelli dai programmi di incentivazione delle energie pulite di governi di tutto il mondo, inclusi l'UNFCCC e l'UE; il Canada, la Nuova Zelanda e il Regno Unito; numerosi Stati americani e provincie canadesi; città, comuni e servizi pubblici. Workshop didattici di RETScreen a livello nazionale e regionale sono stati condotti su richiesta ufficiale dei governi del Cile, dell'Arabia Saudita e di 15 Paesi dell'Africa occidentale e centrale e dalla Latin American Energy Organization (OLADE).

## Premi e riconoscimenti
Nel 2010, RETScreen International ha ricevuto il premio Public Service Award of Excellence, il più alto riconoscimento assegnato dal Governo canadese ai suoi funzionari.
RETScreen e il team RETScreen sono stati nominati per e sono stati insigniti di molti altri riconoscimenti prestigiosi incluso il premio Ernst & Young/Euromoney Global Renewable Energy Award, l'Energy Globe (riconoscimento nazionale del Canada) e la medaglia GTEC Distinction Award.

## Recensioni
Una recensione dell'Agenzia Internazionale dell'Energia ha definito la release beta della sezione del software dedicata all'energia idroelettrica “molto interessante". L'Agenzia Europea dell'Ambiente giudica RETScreen uno "strumento estremamente utile”. RETScreen è stato inoltre definito "uno dei pochi strumenti software disponibili per la valutazione degli aspetti economici degli impianti a energie rinnovabili e di certo il migliore” e "uno strumento per migliorare [...] l'uniformità del mercato" dell'energia pulita a livello mondiale.